# Дриа
Андрија Милосављевић Дриа је српски поп и хип-хоп певач који се прославио песмом "Cristiano", коју је за њега урадио бенд Ин виво. Био је полазник школе певања Супер војс и Пегарт студио. Такмичио се у првој сезони програма IDJ Show, али није прошао у финалисте. Нема везе са истоименом певачицом Јанг Реми која такође има псеудоним Дриа. Као пратећи вокал појављује се у песмама неких репера (Ајви, Васа), а као модел у спотовима Краљица матуре и Чарли групе Ин виво.

## Дискографија

### Синглови
- Мама миа (2019)
- Кристијано (2020)
- Лукас (2021)
- Диор (2021)[1] дует са Давидом Радосављевићем
- Ледена (2023)[2]
- Хало (2024)